# タウバー川
タウバー川（タウバーがわ、Tauber）は、マイン川左岸、すなわち南側の支流で、フランケン地方を流れる川である。名前は、ケルト語の"dubra"（「黒い」または「暗い」）に由来する。

## 流路
バーデン＝ヴュルテンベルク州ロート・アム・ゼーに位置する、ヴァイカースホルツ山のクリンゲンブルンネンに源を発する。北北東へ向かい、バイエルン州のヴェトリンゲン、ディーバッハ、ゲープザッテルと進み、ここで北西方向に流れを変える。支流のシャントタウバー川を合わせた後、石灰岩の地層に深い谷を刻み始め、ローテンブルク・オプ・デア・タウバー付近では深さ50mに達する。タウバーツェル（アーデルスホーフェン）を過ぎるとバーデン＝ヴュルテンベルク州に入り、クレーグリンゲンのアルクスホーフェン地区やクラインタール地区を流れる。北に向かってカーブしてバイエルン州のビーベレーエン、レッティンゲン、タウバーレッタースハイムを流れた後、バーデン＝ヴュルテンベルク州に戻ってくる。

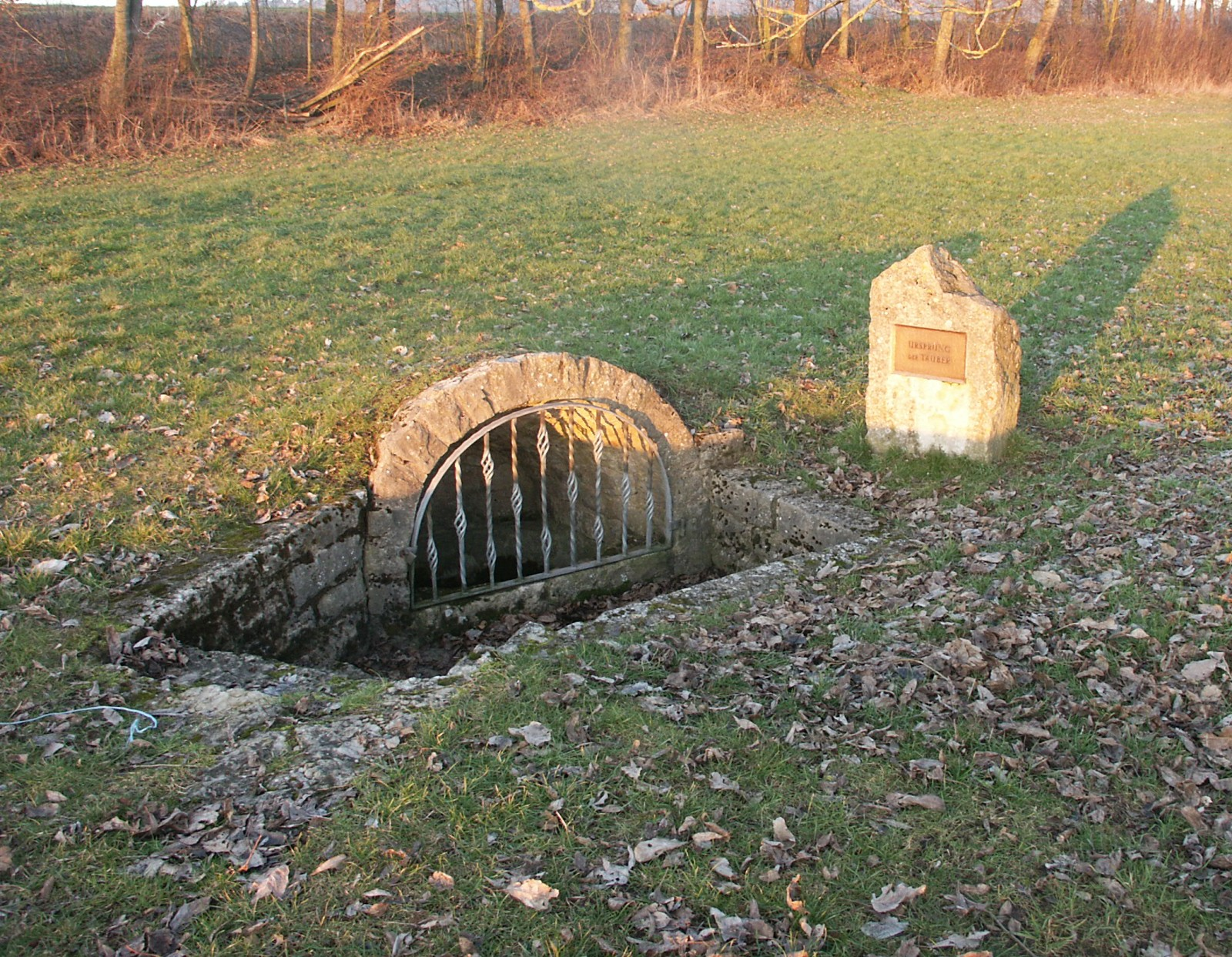
水源

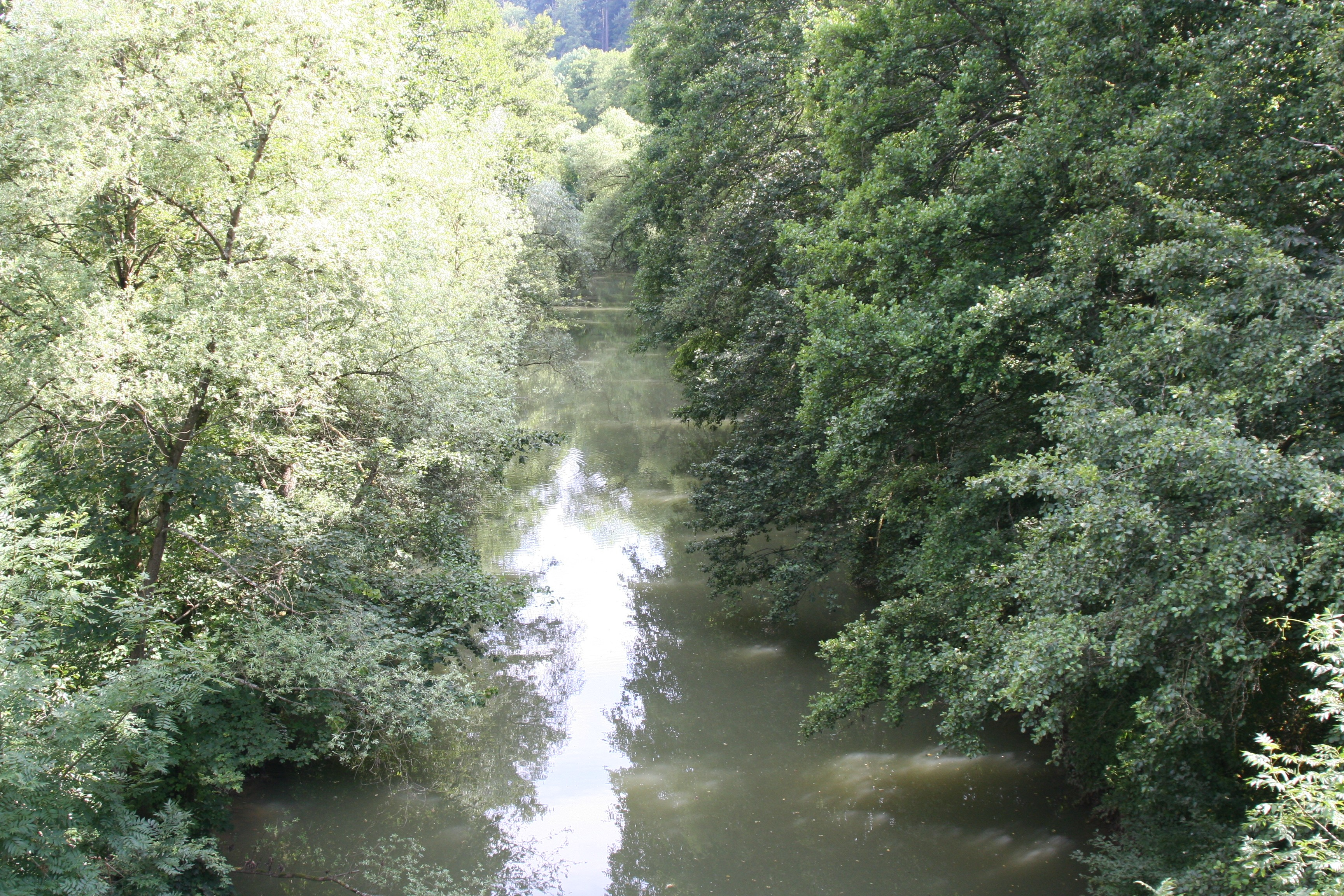
ヴェルトハイム、ブロンバッハ地区付近

ヴァイカースハイムを過ぎたところで、短い区間ではあるが西に流れてバート・メルゲントハイムに至る。ここで北西に向きを変えると、河口までこの進路を下ってゆく。この後は長い区間で、タウバー川の渓谷はその幅を広げてゆき、タウバービショフスハイム付近では、その渓谷の幅は1kmを超える。ヴェアバッハを過ぎると渓谷は再び狭くなり、川は、雑色砂岩の新しい深い渓谷を造り出し、周辺の人口密度は低くなっていく。ヴェルトハイムに達しマイン川に合流するまでの最後の30kmの間、タウバー川は蛇行を繰り返す。水源から河口までの距離は126kmである。
1970年代には、タウバー川の最も高い場所にある本当の水源がどこであるかという点で、バイエルン州ヴェトリンゲンとバーデン＝ヴュルテンベルク州ロート・アム・ゼーとの間で意見の相違があった。結局、ヴァイカースホルツ山のクリンゲンブルンネンが、常に注いでいる水源としては最も高い場所にあることが確定し、1976年にタウバー川の水源として認定された。
タウバー川の流域面積は、1800km2で、そのうち660km2がバイエルン州に属す。主な支流には、ビーベレーエンで合流するゴラッハ川、ヴィカースハイムで合流するフォアバッハ川、ケーニヒスホーフェンで合流するウムファー川、ゲルラッハスハイムで合流するグリュンバッハ川などがある。

## 植物
中流域及び下流の谷幅の広い区域では、夏の乾燥した環境に適応した植生が見られる。ここは、東ヨーロッパのステップ原産の植物と地中海の乾燥地域原産のどちらも暖かい場所を好む植物の分布が重なる場所にあたる。この付近では、ブドウ畑がそれほど大きな土地を占めておらず、これらの植物は様々な場所で目にすることができる。アケボノフウロ (Geranium sanguineum) は乾燥地に特徴的な植物で、大きな面積を占めている。セイヨウオキナグサ (Pulsatilla vulgaris) は、さらにたくさんあり、ほとんど植物のないような場所にもしばしば生息している。クレマティティス (Aristolochia clematitis) は、規則的に現れる。ハンニチバナ (Helianthemum apenninum) がマイン川渓谷下流域由来であることは、何度も指摘されている。ヨウシュハクセン (Dictamnus albus) は、森の縁に多くある。ナガホハネガヤ (Stipa pennata) やエリンギウム・カンペストレ (Eryngium campestre) は狭い場所に密生している。モンキー・オーキッド (Orchis simian) は、きわめてわずかな標本しか見つかっておらず、おそらくなくなってしまったと思われる。近縁のミリタリー・オーキッド (Orchis militaris) は比較的たくさんある。Orchis ustulataはきわめて珍しいが、2005年の初めに確認されている。ヴェアバッハ付近のタウバー渓谷沿いの高台にはドイツでは珍しいLinum leoniiが生息している。近縁のLinum tenuifoliumはこれよりはたくさんある。タウバー渓谷には、危機に晒された植物を護るための保護区に指定されている地域が30以上もある。

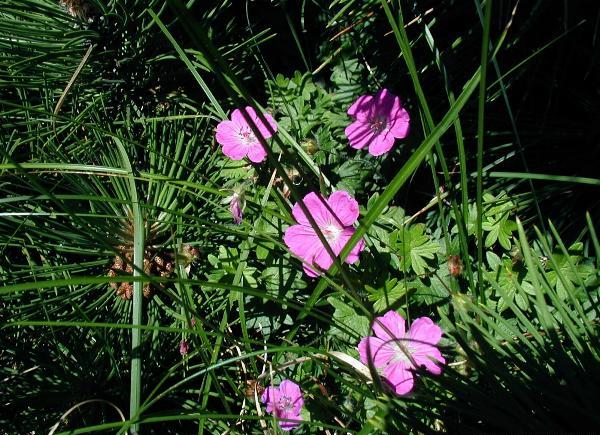
アケボノフウロソウ
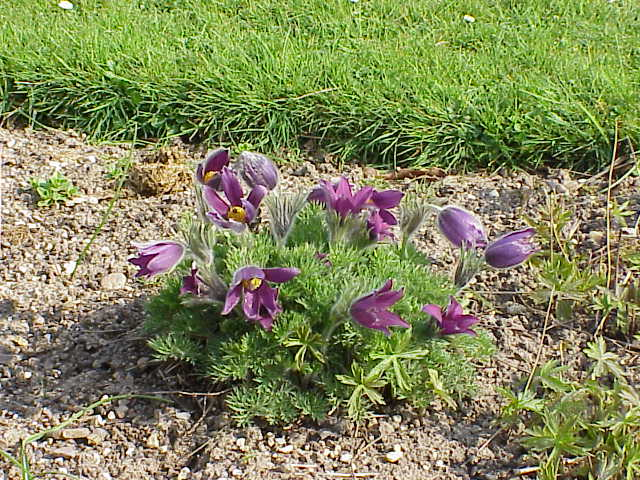
セイヨウオキナグサ
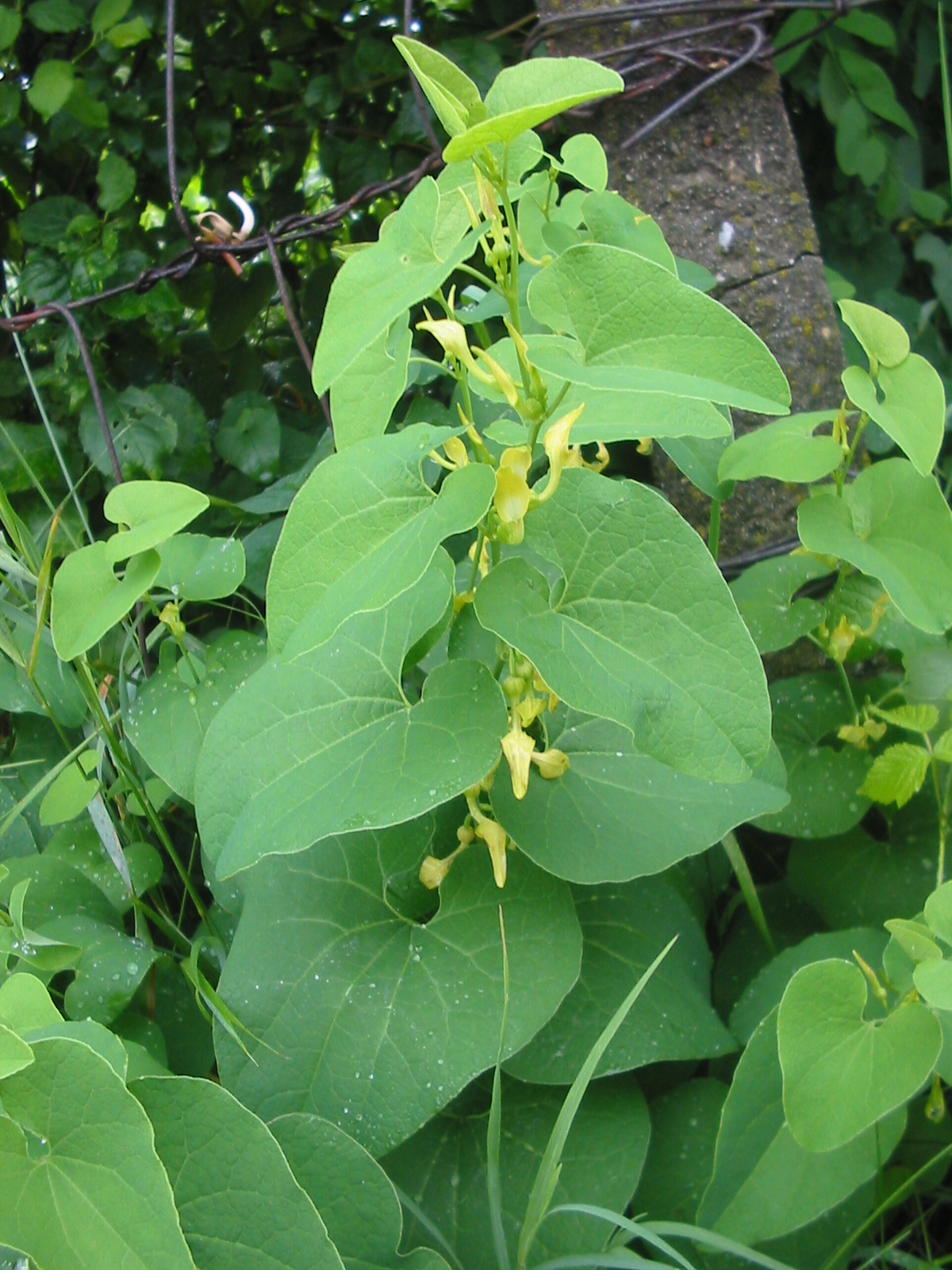
クレマティティス
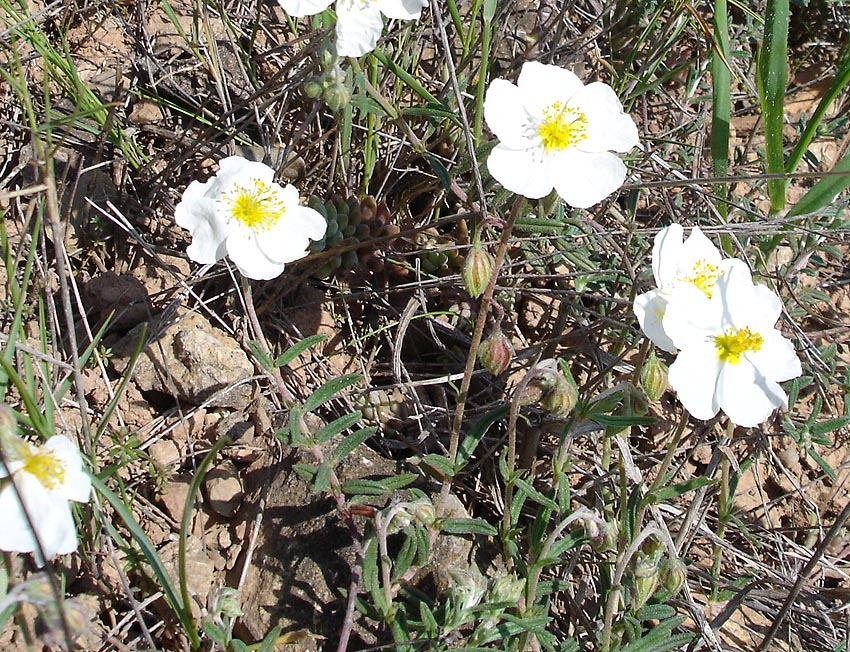
ハンニチバナ
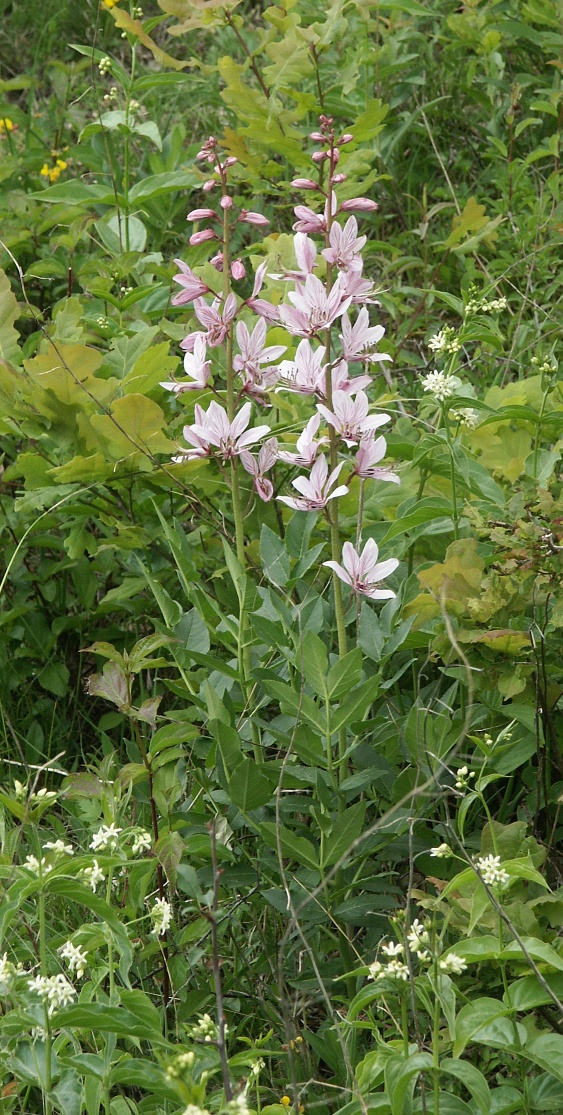
ヨウシュハクセン
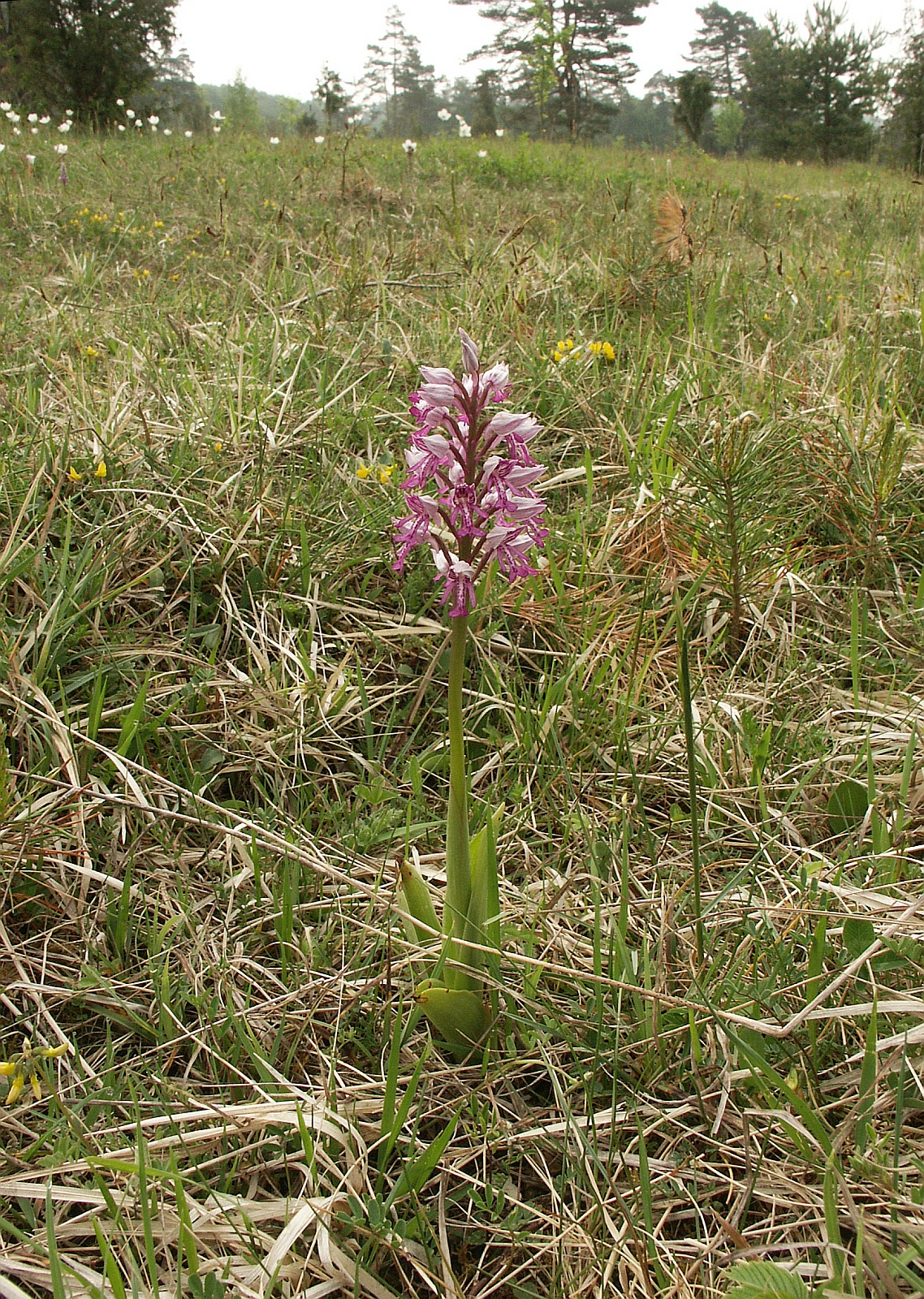
ミリタリー・オーキッド
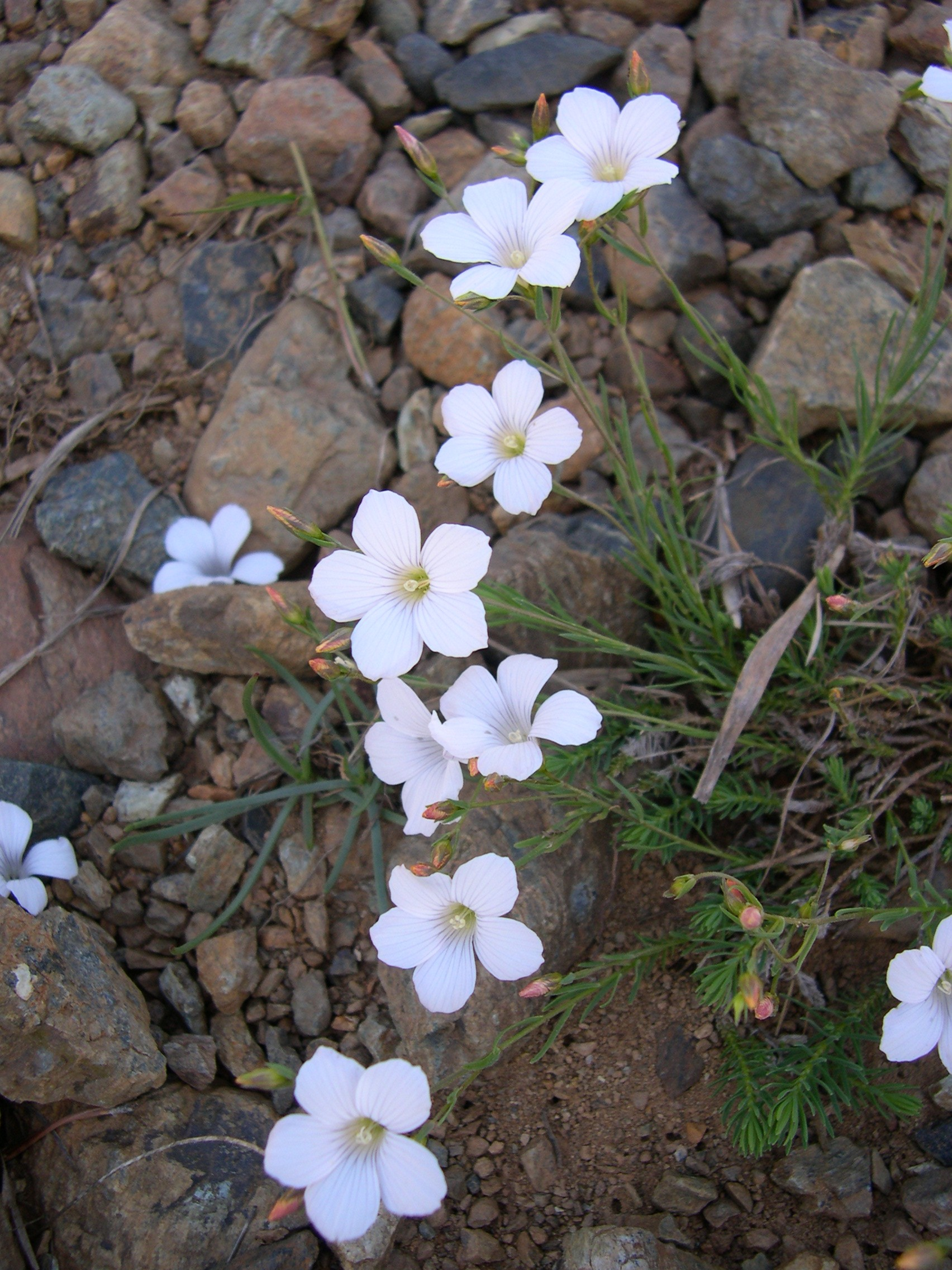
Linum tenuifolium

## 経済
タウバー渓谷はワイン製造で知られる。ミュラー＝ツルガウ、ジルファーナー、ケルナー、ドルンフェルダー、アコーロン、シュヴァルツリースリングおよび特別なタウバーシュヴァルツといった銘柄が作られている。タウバー川は、3つの生産地域を流れる。ヴェルトハイムとバート・メルゲントハイムの間のタウバーフランケン、中流域のヴュルテンベルク（マーケルスハイム、ヴァイカースハイム、シェフタースハイム）、タウバーレッタースハイム、レッティンゲン、ローテンブルク近郊のタウバーツェルといった上流域にあるフランケンの3つである。さらに観光事業も重要な役割を果たしている。特にローテンブルク・オプ・デア・タウバーからヴェルトハイム・アム・マインまでの自転車道『リープリッヘス・タウバータール』（愛すべきタウバー渓谷）は、街道沿いの町やとりわけタウバー川下流のブロンバッハ修道院など見所が多いことで知られる。
大きな町には大きな工業地域が開発され、主に木材加工業やガラス産業あるいは（精密）機械工業が稼働している。

## 交通
ヴェルトハイムとヴァイカースハイムの間（さらにクレーグリンゲンまで通じているが）タウバータール鉄道はこの渓谷を通る。連邦道B290号のバート・メルゲントハイム – タウバービショフスハイムも同様である。ローテンブルクから渓谷の他の地域へは州道が通じている。その一部は、観光上重要なロマンティック街道を構成する一部である。

## タウバー川に因んだ名前

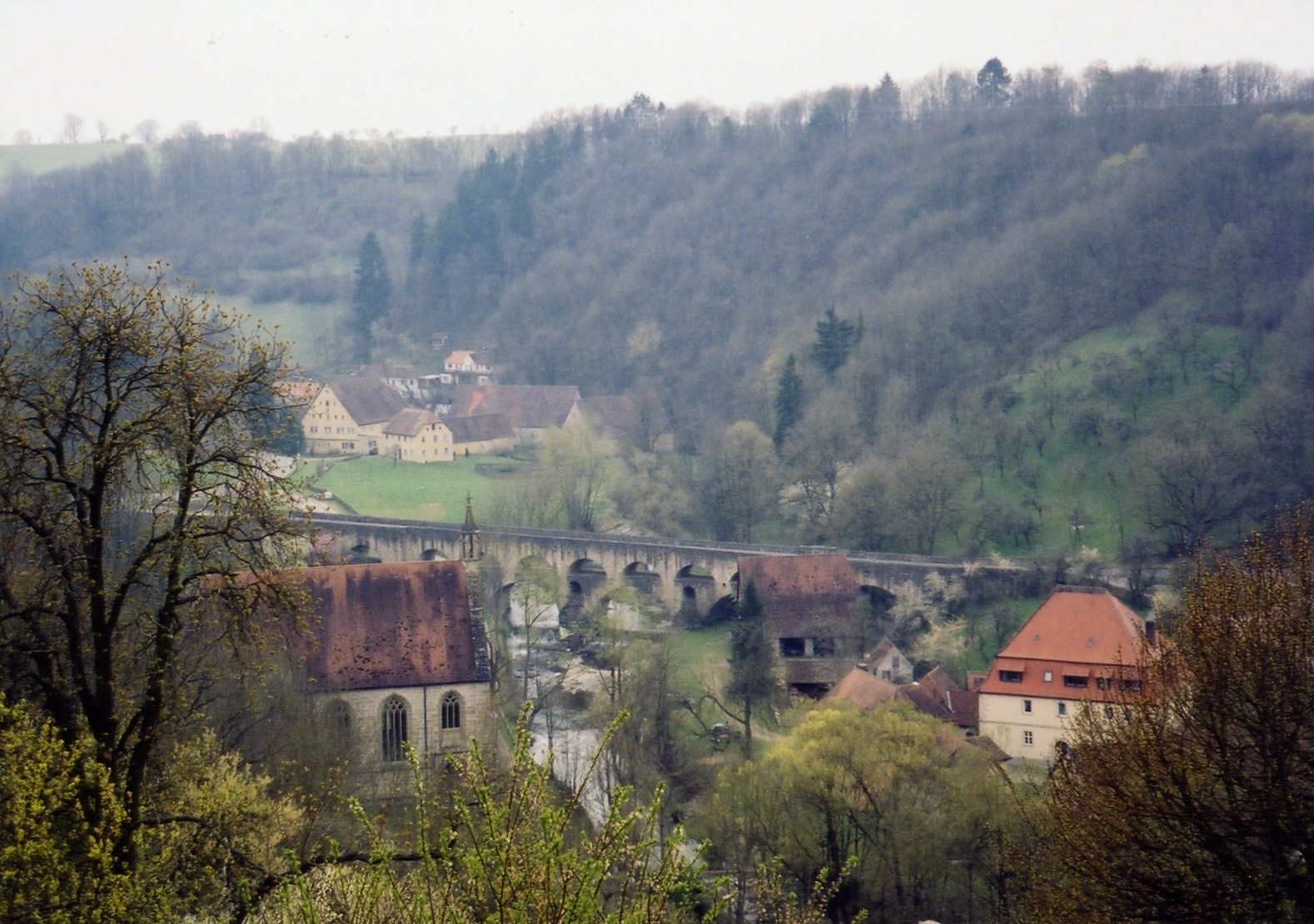
ローテンブルク・オプ・デア・タウバーからタウバー川に架かる二重橋を望む

タウバーの名前は、流域の多くの町の名前に用いられている。最も有名なのは、世界的に知られた観光都市ローテンブルク・オプ・デア・タウバーであり、この町によって川の名前が知られるようにもなった。この他の川の名前を付けた流域の町は、タウバーシェッケンバッハ、タウバーツェル、タウバーレッタースハイム、それにフェンシングのオリンピックの拠点として連邦中に知られるタウバービショフスハイムがある。
さらにバーデン＝ヴュルテンベルク州のマイン＝タウバー郡にもこの川の名前が用いられている。この郡域のタウバー川沿いはしばしばタウバーフランケンとも呼ばれる。また、バート・メルゲントハイムからクレーグリンゲンまでの川の南側の地形をタウバーグルントと呼ぶ。

## 流域の都市
- ローテンブルク・オプ・デア・タウバー
- クレーグリンゲン
- ヴァイカースハイム
- バート・メルゲントハイム
- ラウダ＝ケーニヒスホーフェン
- タウバービショフスハイム
- ヴェルトハイム